# Rocco D'Amore
Rocco D'Amore (Taranto, 3 gennaio 1937 – Taranto, 17 ottobre 2008) è stato un calciatore italiano, di ruolo centrocampista.

## Caratteristiche tecniche
Giocava come mediano.

## Carriera
Nella stagione 1954-1955 esordisce in Serie B con la maglia del Taranto, con cui gioca una partita. Nella stagione 1955-1956 ha invece giocato 3 partite, mentre nella stagione 1956-1957 è sceso in campo in 2 occasioni.
Nell'estate del 1957 viene messo in lista di trasferimento e passa al Martina, impegnato nel Campionato Interregionale 1957-1958.
Nella successiva stagione 1958-1959 torna al Taranto, giocando una partita in Coppa Italia e 24 in Serie B. Nella stagione 1959-1960, che si conclude con la retrocessione in Serie C dei pugliesi al termine del campionato cadetto, D'Amore gioca 26 partite. Rimane al Taranto anche dopo la retrocessione per l'intera stagione 1960-1961, nella quale D'Amore gioca 6 partite nel campionato di Serie C.
In carriera ha giocato complessivamente 56 partite in Serie B, senza reti.